# 고쿄 가이엔

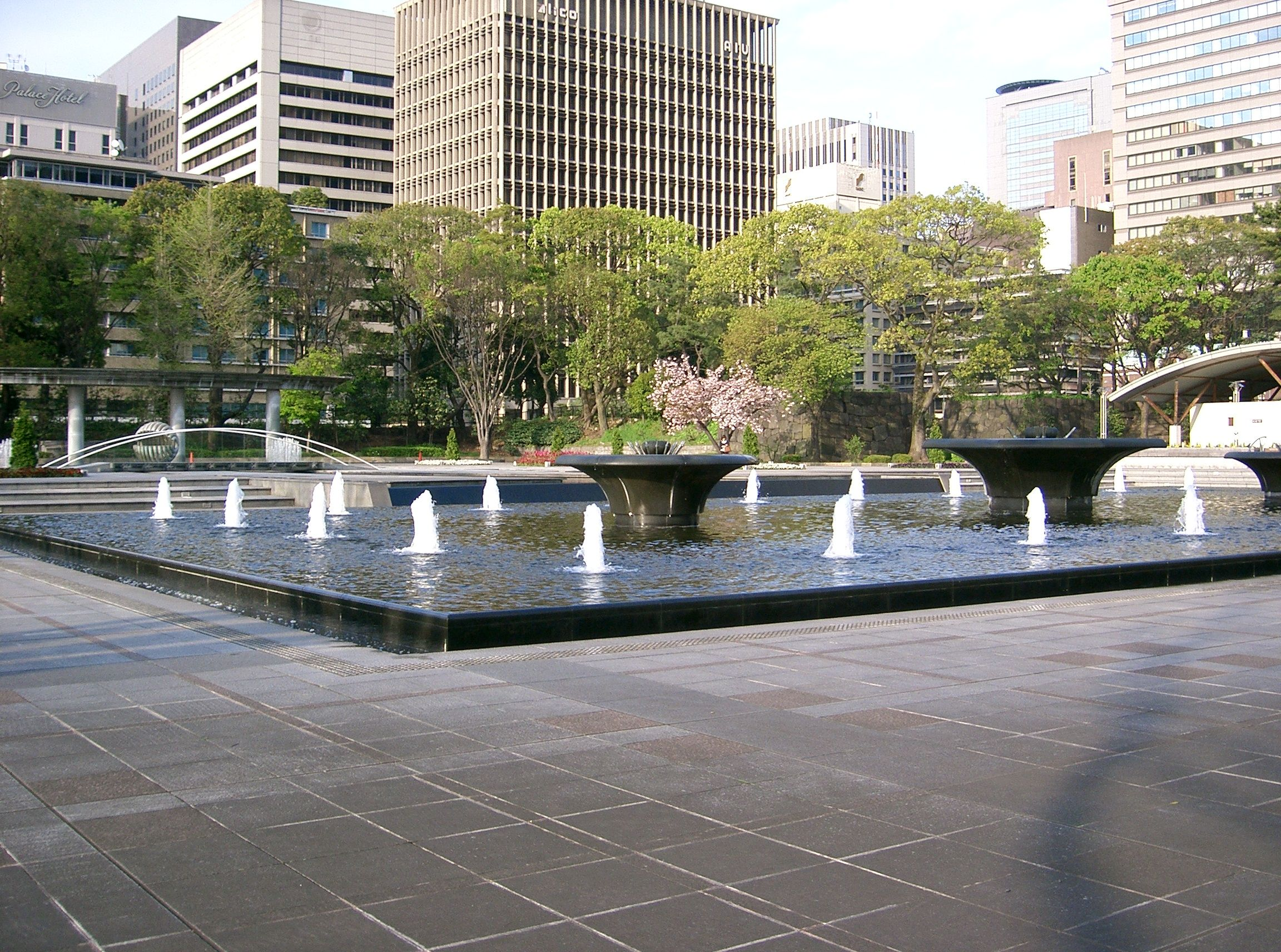
황거외원의 분수

고쿄 가이엔(일본어: 皇居外苑 고쿄가이엔[*])은 고쿄(皇居: 황거)에 인접해 있는 일본 환경성 관할의 국민공원으로, 한국어에서는 가끔 황거외원이라고 불리기도 한다. 고쿄 가이엔은 엄밀히 말하자면, 기타노마루 공원과 고쿄마에 광장의 고쿄 가이엔, 그리고, 고쿄를 두르는 해자가 있는 구역까지를 가리킨다. 하지만 일반적인 고쿄 가이엔은 고쿄마에 광장을 중심으로 한 구역을 가리킨다. 넓은 광장외에도 사쿠라다 문, 니주 다리가 있으며 일본을 대표하는 역사적인 건물을 볼 수 있다.

## 역사
원래는 황실 정원으로 있는 곳을 전후, 내각회의에서 국민공원으로 일반에 공개하기로 결정함에 따라 1949년 개원했다. 고쿄마에 광장의 넓은 대지에 잔디와 곰솔나무가 심어져 있고, 거대한 분수를 가진 와다쿠라 분수공원등 도심에서 없어서는 안될 편안한 휴식공간이다. 1971년 당시 후생성으로부터 환경청(현 환경성)으로 이관되었다. 도쿄의 대표적 관광명소중 하나이다.

## 주요 시설
광장의 산책과 에도 성의 역사를 둘러볼 수 있는 휴식처이다. 또, 황거에 인접해 있기 때문에 황궁 경찰과 경시청의 감시가 뒤따른다.
- 고쿄마에 광장은 고쿄 외원의 대표적인 광장이다. 매우 넓은 광장으로 도심에 있다고 생각할 수 없을 정도로 매우 개방적인 분원기이다. 자갈 부분과 잔디 그리고, 곰솔이 심어진 광장이다. 황기 2600년을 기념하여 현재의 모습으로 가꾸었다. 주변의 마루노우치와 히비야의 빌딩숲을 조망할 수 있다. 광장의 사이에는 우치보리 대로가 가로지르고 있다.
- 니주 다리(二重橋)는 황거를 잇는 대표적인 다리이다. 일찌이 다리가 2단구조로 되어 있어 그 이름이 붙여졌다. 보통은 출입불가능하고, 고쿄마에 광장으로부터 보는 것밖에 할 수 없다.
- 사쿠라다 문은 황거에 있는 대표적인 문이다. 중요문화재로 지정되어 있다. 현재에도 통행이 가능하다.
- 구스노키 마사시게 동상은 벳시 동광[1]에서 구리를 채굴한 지 200년을 기념하여 스미토모에서 제작해 궁내청에 헌납했다. 1904년 동상이 완성되었다. 도쿄를 대표하는 동상이다.
- 와다쿠라 분수공원은 와다쿠라 지구에 있는 분수공원이다. 아키히토 천황의 결혼을 기념하여 1961년 개원했다. 그 후, 현 황태자의 결혼을 기념해 정비되어 1995년 현재의 모습을 띠게 되었다. 높이 8.5m까지 분출하는 대분수와 그 주위를 받쳐주는 소분수는 예술적이다. 밤에는 조명을 받아 환상적인 분위기를 연출한다. 특히 여름의 더위를 피해 오는 사람들이 많다.
- 난코 레스토하우스는 구스노키 마사시게 동상의 옆에 있는 레스토랑 겸 휴식처이다.

또, 인근에 있는 고쿄 히가시 교엔이 있어 에도 성의 건물등을 볼 수 있다.

## 주요한 사건
황거에 인접한 관계로 많은 사건, 사고가 일어났다.
- 황거 앞에서 집단 자결 사건은 1945년 8월, 태평양 전쟁에서 패전한 계기로 고쿄마에 광장에서 자결하는 사람이 많았다.
- 피의 데모 사건은 1952년 데모를 하는 사람과 경찰이 고쿄마에 광장에서 부딪치면서 2명이 사망했다.

## 교통 및 주의 사항
- JR 동일본 도쿄역에서 도보로 5분
- 도쿄 지하철 니주바시마에 역에서 도보로 1분
- 도쿄 지하철, 도쿄 도 교통국 히비야 역에서 도보로 5분
- 넓게 개방되어 있어 개원과 폐원의 개념이 없지만, 황거에 인접한 관계로 심야 출입에는 신중해야된다.
- 입장료는 무료